# Styrax subheterotrichus
Styrax subheterotrichus är en storaxväxtart som beskrevs av Theodor Carl Karl Julius Herzog. Styrax subheterotrichus ingår i släktet Styrax och familjen storaxväxter. Inga underarter finns listade i Catalogue of Life.